# Урицкое (Ленинградская область)
Ури́цкое — деревня в Пашском сельском поселении Волховского района Ленинградской области.

## История
На карте Санкт-Петербургской губернии Ф. Ф. Шуберта 1834 года на месте современной деревни упоминается деревня Голодаевка.
Деревня Голодаевка отмечена также на карте Ф. Ф. Шуберта 1844 года.
В конце XIX — начале XX века деревня административно относилась к Николаевщинской волости 3-го стана Новоладожского уезда Санкт-Петербургской губернии.
Согласно военно-топографической карте Петроградской и Новгородской губерний издания 1912 года деревня называлась Голодаевка.

Деревня Урицкое на карте 1940 года

По данным 1966, 1973 и 1990 годов деревня называлась Урицкое и входила в состав Часовенского сельсовета Волховского района.
В 1997 году в деревне Урицкое Часовенской волости проживали 10 человек, в 2002 году — 8 человек (все русские).
В 2007 году в деревне Урицкое Пашского СП — 7, в 2010 году — 6 человек.

## География
Деревня расположена в северо-восточной части района на автодороге 41К-021 (Паша — Часовенское — Кайвакса).
Расстояние до административного центра поселения — 30 км.
Расстояние до ближайшей железнодорожной станции Паша — 30 км.
Деревня находится на правом берегу реки Паша, к югу от места впадения в неё реки Кондега.

## Демография
| 1997 | 2002 | 2007 | 2010 | 2012 | 2017 |
| ---- | ---- | ---- | ---- | ---- | ---- |
| 10   | ↘8   | ↘7   | ↘6   | ↗7   | →7   |

### Национальный состав
Согласно данным Всероссийской переписи населения 2021 года в деревне проживали 7 человек, все русские.